# Кодекс Ангеликус
Кодекс Ангеликус (лат. Codex Angelicus, условное обозначение Lap или 020) — одна из древних рукописей Нового Завета на греческом языке, датируемая IX веком.

## Особенности рукописи
Кодекс Ангеликус написан на 189 пергаментных листах; размер листа — 27 на 21,5 см. Текст на листе расположен в двух колонках. Рукопись содержит текст Деяний Апостолов, Послания Павла и Соборные послания с двумя большими лакунами (Де 1,1-8,10; Евр 13,10-25). 
Рукопись представляет византийский тип текста. Текст рукописи отнесен к V категории Аланда.

## История
Палеографически рукопись датируют IX веком. В настоящее время рукопись находится в Риме в (Biblioteca Angelica, 39). 